# Zaïd Ou Hsaïn Ou Skounti
 (janvier 2013).
Si vous disposez d'ouvrages ou d'articles de référence ou si vous connaissez des sites web de qualité traitant du thème abordé ici, merci de compléter l'article en donnant les références utiles à sa vérifiabilité et en les liant à la section « Notes et références ».
Zaïd Ouskounti (Zaïd Ou Hsaïn Ouskounti), né vers 1890 à Taskountit dans l’Ighfaman et mort le 10 juillet 1943 dans un accident de chasse, est un des chefs de résistance berbère du Moyen-Est du Maroc.

## Biographie
Il appartient à une des grandes familles nomades du lignage des Iâchaqen, de la sous-fraction des Aït Taleb, fraction des Aït Aïssa Izem, tribu des Aït Merghad, qui fait faisait partie de la grande tribu des Aït Atta et qui ont ensuite rejoint les Aït Yafelman Très jeune, il rêve d’être cavalier et guerrier. Son rêve ne tarde pas à se réaliser puisqu’il accompagne son père et l’ensemble des résistants pour combattre l’armée coloniale française aux portes de Boudnib en 1908.
Son père l’envoie pour un temps s’instruire chez le caïd Moha Ou Assou à Midelt. Il y voit défiler des personnalités et des notables locaux et prend connaissance des évènements politiques qui agitent la région et l’ensemble du pays au moment où il est confronté aux appétits coloniaux.
Il épouse deux femmes, Itto Hammou des nomades Aït Aïssa Izem et Aïcha Oussou de Tadighoust et participe à l’ensemble des combats livrés par les résistants à l’armée coloniale française dont notamment: Boudnib (1908), Tafilalet (1918-1919), Todgha (1918-1919), Aït Yaâqoub et Tounfit (1929-1930), Tarda (1930), Tazegzaout (1932), Serdar (1932), Baddou (1933).
Au début des années 1930, il devient l’un des chefs de résistance les plus influents de l’ensemble du Sud-est du Maroc aux côtés de Ali Ou Termoun, Moha Arji, les frères Sidi Ahmed et Sidi Tayebi, entre autres. Il est blessé au combat de Tirga en juin 1933 et en juillet, s’illustre aux combats de Tizi n Oughroum. En août de la même année, il refuse les négociations qui lui sont proposées par les autorités françaises. Les Aït Merghad conduits par Ou Skounti auxquels se joignent d’autres combattants issus des populations du Sud-est se dirigent vers le djebel Baddou (2 921 m) qui devient l’épicentre de la résistance. Les combattants se retranchent sur les flancs de la montagne et sont la cible de l’artillerie lourde et des bombardements de l’aviation suivant un plan militaire élaboré par pas moins de quatre généraux. Après d’âpres combats au cours desquels il y a des centaines de morts, des milliers de têtes de cheptel tués, Ou Skounti est blessé au visage et les résistants ne peuvent plus s’approvisionner en eau et leurs réserves sont épuisées. À sa descente du Baddou, Zaïd Ouskounti est reçu le 29 août 1933 par Général Giraud à Assoul.
Il est d’abord placé en résidence surveillée à Tadighoust de 1933 à 1937. Sous la pression de membres influents de la fraction des Aït Aïssa Izem, envoyés à lui par les Français, il accepte de devenir caïd du Cercle des Aït Merghad d'Assoul. Il s’établit à Timatdite à 5 km d’Assoul et occupe le poste de caïd jusqu'à son décès tragique le 10 juillet 1943 dans un accident lors d’une partie de chasse sur les hauteurs du village d'Aït Brahim dans la vallée moyenne de l’oued Ghéris à laquelle un ami l’avait invité.

## Interventions
- Combat de Boudenib, 1908.
- Combats du Tafilalet, 1918-1919.
- Combats du Todgha, 1918-1919.
- Combats d’Aït Yaâqoub et Tounfite, 1929-1930.
- Combat de Tarda, 1930.
- Bataille de Tazizaoute, 1932.
- Combat de Serdrar, 1932.

Le 29 août 1933, Zaid Ou Skounti est reçu par le général Giraud puis placé en résidence surveillée à Tadighoust de 1933 à 1937, après il accepte la fonction de caid qu'il assume de 1937 à 1943. Le 10 juillet 1943, il meurt, très probablement assassiné, lors d'une partie de chasse sur les hauteurs d'Aït Brahim dans le Haut-Ghéris, Haut-Atlas oriental.